# Jordan Gutiérrez
Jordan Gutiérrez Nsang (Lanzarote, 9 febbraio 1999) è un calciatore spagnolo naturalizzato equatoguineano, attaccante del Septemvri Sofia e della nazionale equatoguineana.

## Caratteristiche tecniche
È un'ala destra.

## Carriera

### Nazionale
Ha esordito con la nazionale equatoguineana il 3 settembre 2017 in occasione dell'amichevole persa 2-1 contro il Benin.

## Statistiche

### Cronologia presenze e reti in nazionale
| Cronologia completa delle presenze e delle reti in nazionale ― Guinea Equatoriale | Cronologia completa delle presenze e delle reti in nazionale ― Guinea Equatoriale | Cronologia completa delle presenze e delle reti in nazionale ― Guinea Equatoriale | Cronologia completa delle presenze e delle reti in nazionale ― Guinea Equatoriale | Cronologia completa delle presenze e delle reti in nazionale ― Guinea Equatoriale | Cronologia completa delle presenze e delle reti in nazionale ― Guinea Equatoriale | Cronologia completa delle presenze e delle reti in nazionale ― Guinea Equatoriale | Cronologia completa delle presenze e delle reti in nazionale ― Guinea Equatoriale |
| Data                                                                              | Città                                                                             | In casa                                                                           | Risultato                                                                         | Ospiti                                                                            | Competizione                                                                      | Reti                                                                              | Note                                                                              |
| --------------------------------------------------------------------------------- | --------------------------------------------------------------------------------- | --------------------------------------------------------------------------------- | --------------------------------------------------------------------------------- | --------------------------------------------------------------------------------- | --------------------------------------------------------------------------------- | --------------------------------------------------------------------------------- | --------------------------------------------------------------------------------- |
| 3-9-2017                                                                          | Malabo                                                                            | Guinea Equatoriale                                                                | 1 – 2                                                                             | Benin                                                                             | Amichevole                                                                        | -                                                                                 |                                                                                   |
| 9-10-2017                                                                         | Bata                                                                              | Guinea Equatoriale                                                                | 3 – 1                                                                             | Mauritius                                                                         | Amichevole                                                                        | -                                                                                 |                                                                                   |
| 17-11-2018                                                                        | Bata                                                                              | Guinea Equatoriale                                                                | 0 – 1                                                                             | Senegal                                                                           | Qual. Coppa d'Africa 2019                                                         | -                                                                                 | 83’                                                                               |
| 23-3-2019                                                                         | Omdurman                                                                          | Sudan                                                                             | 1 – 4                                                                             | Guinea Equatoriale                                                                | Qual. Coppa d'Africa 2019                                                         | -                                                                                 | 86’                                                                               |
| 13-10-2019                                                                        | Salon-de-Provence                                                                 | Guinea Equatoriale                                                                | 1 – 1                                                                             | Togo                                                                              | Amichevole                                                                        | -                                                                                 |                                                                                   |
| 19-11-2019                                                                        | Malabo                                                                            | Guinea Equatoriale                                                                | 0 – 1                                                                             | Tunisia                                                                           | Qual. Coppa d'Africa 2021                                                         | -                                                                                 | 62’                                                                               |
| 15-11-2020                                                                        | Bata                                                                              | Guinea Equatoriale                                                                | 1 – 0                                                                             | Libia                                                                             | Qual. Coppa d'Africa 2021                                                         | -                                                                                 | 80’                                                                               |
| 25-3-2021                                                                         | Malabo                                                                            | Guinea Equatoriale                                                                | 1 – 0                                                                             | Tanzania                                                                          | Qual. Coppa d'Africa 2021                                                         | -                                                                                 | 90+2’                                                                             |
| 28-3-2021                                                                         | Tunisi                                                                            | Tunisia                                                                           | 2 – 1                                                                             | Guinea Equatoriale                                                                | Qual. Coppa d'Africa 2021                                                         | -                                                                                 | 86’                                                                               |
| 23-9-2022                                                                         | Berrechid                                                                         | Ruanda                                                                            | 0 – 0                                                                             | Guinea Equatoriale                                                                | Amichevole                                                                        | -                                                                                 | 46’                                                                               |
| 11-10-2024                                                                        | Malabo                                                                            | Guinea Equatoriale                                                                | 1 – 0                                                                             | Liberia                                                                           | Qual. Coppa d'Africa 2025                                                         | -                                                                                 | 80’                                                                               |
| 14-10-2024                                                                        | Monrovia                                                                          | Liberia                                                                           | 1 – 2                                                                             | Guinea Equatoriale                                                                | Qual. Coppa d'Africa 2025                                                         | -                                                                                 | 87’                                                                               |
| 14-11-2024                                                                        | Malabo                                                                            | Guinea Equatoriale                                                                | 0 – 0                                                                             | Algeria                                                                           | Qual. Coppa d'Africa 2025                                                         | -                                                                                 | 84’                                                                               |
| 17-11-2024                                                                        | Lomé                                                                              | Togo                                                                              | 3 – 0                                                                             | Guinea Equatoriale                                                                | Qual. Coppa d'Africa 2025                                                         | -                                                                                 |                                                                                   |
| Totale                                                                            |                                                                                   | Presenze                                                                          | 14                                                                                |                                                                                   | Reti                                                                              | 0                                                                                 |                                                                                   |